# Мечеть Пири Мехмед-паши
Мечеть Пири Мехмед-паши (тур. Piri Mehmet Paşa Cami) — османская мечеть в районе Силиври (Стамбул, Турция), построенная в 1530—1531 великим визирем Пири Мехмед-пашой.

## История
Мечеть располагается в центральной части стамбульского района Силиври. Она была построена по заказу великого визиря Османской империи Пири Мехмед-паши, занимавшего эту должность в 1518—1523 годах, в 937 году по хиджре (1530—1531 года), о чём повествует надпись на стене мечети над главными воротами. Архитектор мечети неизвестен. В период её строительства роль главного архитектора исполнял некий «перс (пленник) Али».

## Архитектура

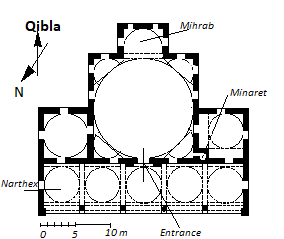
План мечети Пири Мехмед-паши

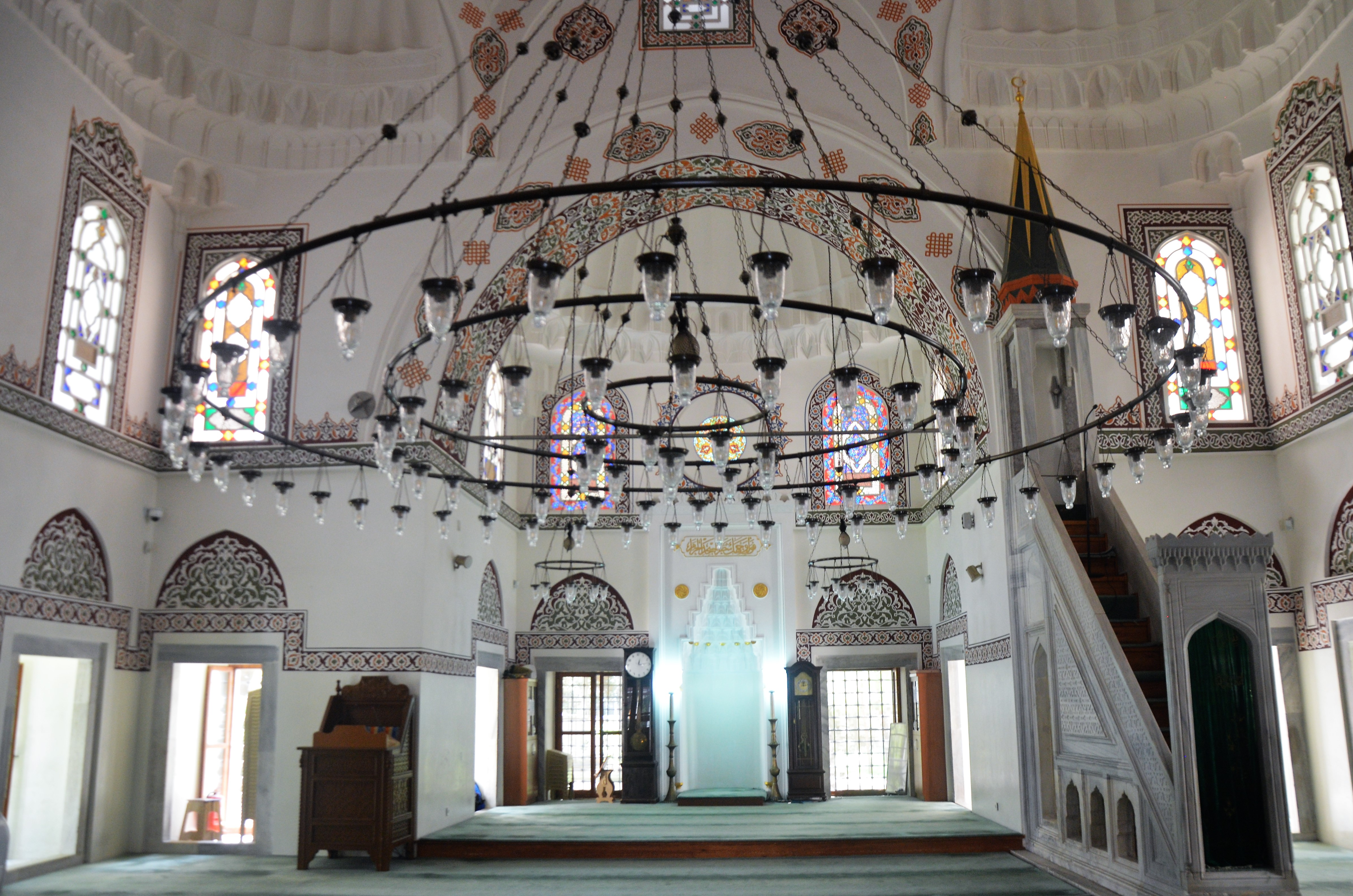
Интерьер мечети с михрабом посередине и минбаром справа

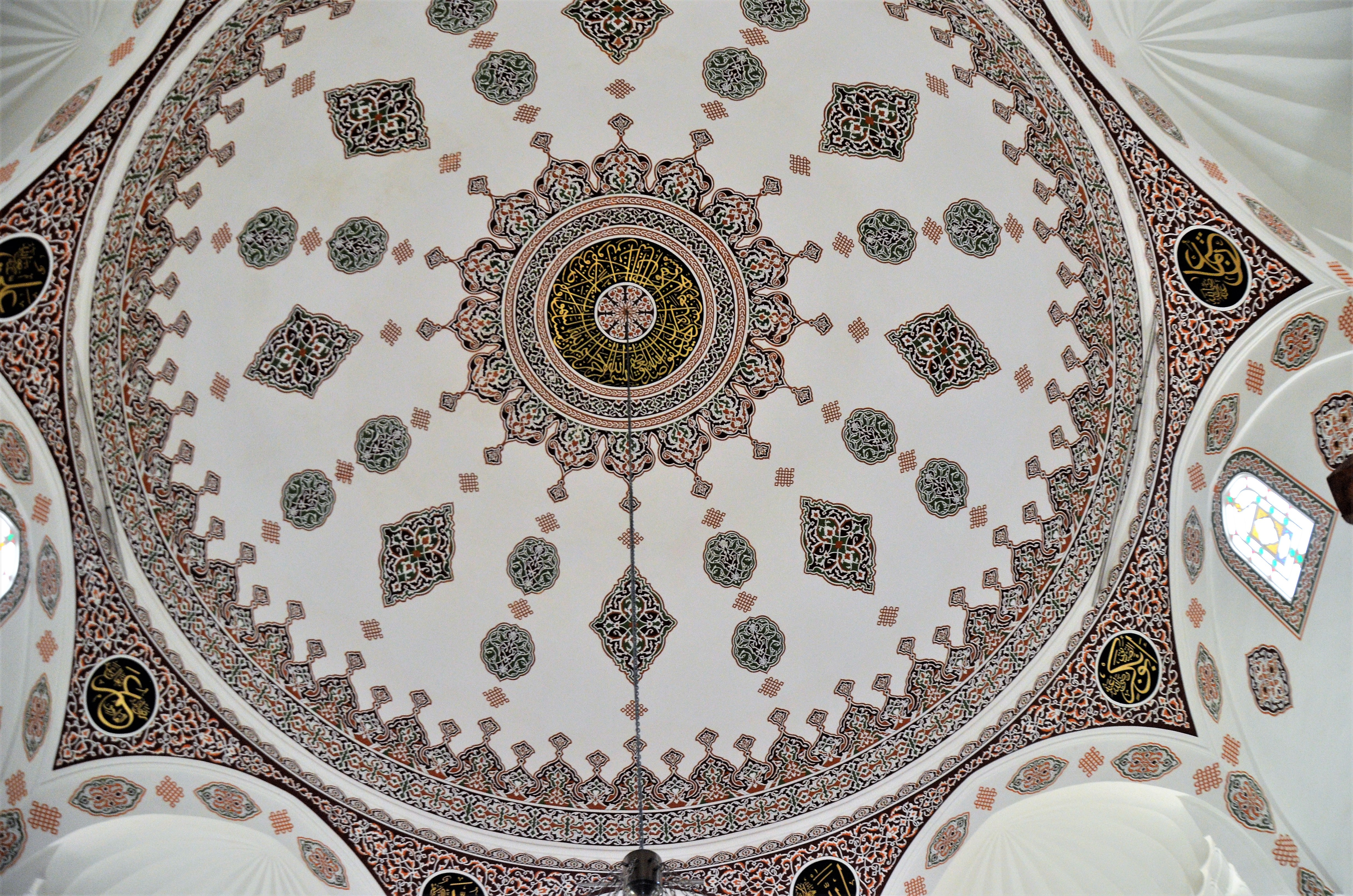
Внутренняя часть главного купола мечети с аятом «аль-Курси», начертанном арабским шрифтом

Мечеть расположена в центре двора, покоясь на террасе. Построенная из тёсаного камня, она имеет квадратную форму в плане и увенчана куполом диаметром 11,90 м, покрытым свинцовым листом. Её опоясывают два ряда окон, окна верхнего ряда имеют заострённую арочную форму, а окна нижнего — прямоугольную. Михраб, лежащий по центру длинной стороны мечети, увенчан полукуполом и связывается с главным молитвенным залом большой стрельчатой аркой. На двух сторонах главного молитвенного зала находятся две куполообразные комнаты, двери из которых выходят наружу и внутрь мечети. В обеих комнатах есть два окна: одно выходит на юг, а второе на север в соответственно на юг и на север. Мечеть имеет притвор с пятью стрельчатыми арками перед главным входом. Пять его куполов опираются на четыре колонны с мукарнами. Средний купол выше остальных. Притвор с обеих сторон окружён стенами с окнами. Внутренние части куполов, арок, стен и особенно пространства вокруг окон украшены нарисованными от руки фигурами. Внутри главного купола начертан аят «аль-Курси». Мечеть обладает одним минаретом с единственным балконом на северо-западной стороне, куда можно попасть изнутри мечети. Основание минарета является оригинальным, в то время как сама башня была реконструирована во время ремонтных работ в комплексе мечети, проведённых по заказу попечителя мечети Садеддин-бея в 1179 году по хиджре (1765—1766 года) согласно надписи, начертанной по обе стороны от главных ворот. В середине двора мечети располагается восьмиугольный шадирван с пирамидальной крышей, покрытой цинковым листом. Он был возведён во время реставрационных работ 1966—1971 годов.
Комплекс мечети включает в себя такие объекты, как гостевой дом для проживания путешественников на срок до трёх дней, имарет, кухню, столовую, дровяной сарай, гостиницу, детскую школу, девятикомнатное медресе, детский приют и служебное здание для солдат, возвращавшихся из Белградской крепости. Для обеспечения деятельности этих объектов мечети было предоставлено в распоряжение около десяти торговых лавок в дополнение к пахотным землям, мельнице, колодцу и усадьбе.